# Conoscenza di marca
Nel marketing, la conoscenza di marca (brand knowledge) è una qualità della marca (brand). Essa si compone di due caratteri: uno quantitativo (notorietà) e uno qualitativo (immagine di marca).

## Notorietà di marca
La notorietà (o consapevolezza) di marca (brand awareness) definisce la capacità di una domanda di identificare un particolare brand.
Può essere stimato con indicatori sintetici del grado di ricordo. Il limite inferiore è la completa non conoscenza della marca; a un livello superiore si colloca il riconoscimento (o notorietà sollecitata), o ricordo aiutato, che indica la situazione in cui la domanda deve essere stimolata perché riconosca la marca. Quando la domanda ricorda le principali marche di una classe di prodotto senza bisogno di stimoli, si parla di ricordo spontaneo (o notorietà spontanea). L'apice della notorietà si ha con il top of mind, cioè la domanda associa la marca alla classe di prodotto.

## Immagine di marca
L'immagine di marca (brand image) riflette le percezioni della domanda relativamente alla marca (brand perception). Essa riassume fenomeni qualitativi esprimibili su una scala che comprende sia valori del tutto positivi (accettazione della marca), sia del tutto negativi (non accettazione). La valutazione dell'immagine di marca è un processo difficile, tipicamente si adotta un metodo a stadi successivi:
1. analisi desk: individua i caratteri differenziali nei confronti della concorrenza;
2. analisi field qualitativa: evidenzia i caratteri identificativi della marca;
3. analisi field quantitativa: serve a collocare le singole offerte di un'impresa sulla mappa percettiva di posizionamento delle marche.

## Misurare la consapevolezza del marchio
Così come si possono identificare diversi tipi di consapevolezza del marchio, esistono molti metodi per misurarla. In genere, i ricercatori utilizzano sondaggi condotti su un campione di consumatori, chiedendo loro di conoscere un marchio o una categoria importante.
Per misurare la notorietà del marchio si utilizzano due tipi di test di richiamo:
- Test di memorizzazione non assistita, in cui all'intervistato viene presentata una categoria di prodotti e gli viene chiesto di nominare il maggior numero possibile di marche.
- Test di memoria che chiedono all'intervistato di nominare il nome di una marca e di chiedere se l'ha vista o sentita nominare.

## Metodi per aumentare la notorietà del marchio
Una brand agency aiuta a aumentare la notorietà del marchio attraverso l'analisi strategica, la creazione di un'identità visiva distintiva e lo sviluppo di messaggi coinvolgenti. Utilizzando una comunicazione integrata e il monitoraggio continuo delle performance, lavora per creare un legame emotivo con il pubblico e ottimizzare l'impatto delle attività di branding nel tempo.

### Ottimizzazione dei motori di ricerca (SEO)
Le tecniche di ottimizzazione dei motori di ricerca possono essere utilizzate per migliorare la visibilità dei siti web aziendali e dei contenuti relativi al marchio per le query di ricerca generali relative al settore.

### Marketing sui motori di ricerca (SEM)
Il SEM, noto anche come pubblicità PPC, consiste nell'acquisto di spazi pubblicitari in posizioni di rilievo nelle pagine dei risultati dei motori di ricerca e nei siti web. È stato dimostrato che la pubblicità di ricerca ha un impatto positivo sulla consapevolezza del marchio, sul riconoscimento e sulle conversioni.

### Marketing sui social media
Il social media marketing si caratterizza per essere in uno stato di marketing e interagire costantemente con i consumatori, concentrandosi sui contenuti e sulle capacità di interazione. Il processo di marketing deve essere monitorato, analizzato, sintetizzato e gestito in tempo reale e l'obiettivo di marketing deve essere regolato in base al feedback del mercato e dei consumatori in tempo reale.

## Mantenimento della Notorietà del Marchio
Quando un marchio diventa consolidato e raggiunge i livelli desiderati di notorietà (tipicamente delineati nel piano di marketing), l'annunciatore del marchio passerà da una campagna pubblicitaria intensiva a una campagna di ricordo. L'obiettivo di una campagna di ricordo è semplicemente quello di mantenere i pubblici target consapevoli dell'esistenza del marchio e di introdurre nuova vita nell'offerta del marchio. Una campagna di ricordo (reminder campaign) tipicamente mantiene un ampio raggio, ma con una ridotta frequenza e di conseguenza è un'opzione pubblicitaria meno costosa. La pubblicità di ricordo è utilizzata da marchi consolidati, spesso quando stanno entrando nella fase di maturità del ciclo di vita del prodotto. Nella fase di declino, i marketer spesso passano a un programma di manutenzione dove la spesa pubblicitaria viene ridotta.

### Ruolo degli Influencer
L'ascesa dei social media ha aumentato le opportunità per gli opinion leader di svolgere un ruolo nella consapevolezza del marchio. In teoria, chiunque può essere un opinion leader, ad esempio celebrità, giornalisti o personaggi pubblici, ma l'ascesa dell'ambiente digitale ha cambiato la nostra comprensione di chi è un influencer potenzialmente utile. Infatti, l'ambiente digitale ha creato più opportunità per i blogger di diventare influencer importanti perché sono considerati accessibili, autentici e tendono ad avere seguiti fedeli. I blogger sono diventati influencer chiave in importanti beni di consumo e servizi, tra cui moda, elettronica di consumo, cibo e bevande, cucina, ristoranti e bar. Ad esempio, un sondaggio condotto da Collective Bias ha mostrato che quando si tratta di sponsorizzazioni di prodotti, gli influencer digitali sono più popolari delle celebrità. I risultati hanno mostrato che solo il 3% dei partecipanti ha dichiarato di considerare l'acquisto di un articolo sponsorizzato da una celebrità, rispetto al 60% che ha dichiarato di essere stato influenzato da una recensione su un blog o da un post sui social media durante gli acquisti. Per i marketer, il panorama digitale ha reso relativamente più facile identificare gli influencer sociali.